# Walter Winterbottom
Sir Walter Winterbottom CBE (* 31. März 1913 in Oldham; † 16. Februar 2002 in Guildford) war ein englischer Fußballspieler und -trainer. Von 1946 bis 1962 war er Trainer und Manager der englischen Fußballnationalmannschaft. Er war der erste Coach, der auch das Amt des Managers innehatte.
Winterbottom begann seine Karriere als Lehrer. Er wurde am Chester Diocesan Training College (heute Universität Chester) ausgebildet und schloss dort 1933 ab. Während seiner Lehrertätigkeit spielte er als Amateur Fußball in Mannschaften aus Chester, unterschrieb aber bald seinen ersten Profi-Vertrag bei Manchester United, wo er 1936 sein erstes Spiel absolvierte. Er spielte noch 26-mal für Manchester, bevor ein Rückenleiden seine Karriere beendete. Im Zweiten Weltkrieg trat er allerdings noch mehrmals als Gastspieler für den FC Chelsea an und spielte in einer Auswahl der Football Association gegen eine Elf der Royal Air Force. Einmal stand er 1942 im Kader der englischen Nationalmannschaft, kam beim Spiel gegen Schottland im Wembley-Stadion in Wembley jedoch nicht zum Einsatz.
Winterbottom wurde 1946 zum englischen Nationaltrainer und im Mai 1947 auch zum Manager der Nationalmannschaft ernannt. Sein erstes Spiel war ein 7:2-Sieg in Belfast gegen Nordirland. Er managte die Auswahl (und organisierte Reise, Unterbringung und Essen) während vier Weltmeisterschaften. Er wurde nach insgesamt 139 Spielen unter seiner Verantwortung im November 1962 von Alf Ramsey abgelöst.
Er wurde 1963 Officer of the British Empire (OBE), 1972 Commander of the British Empire (CBE) und 1978 zum Knight Bachelor („Sir“) geschlagen. Winterbottom wurde 2005 aufgrund seiner Verdienste als Trainer für den englischen Fußball in der Nationalmannschaft in die englische Football Hall of Fame aufgenommen.